# Eling (häradshuvudort i Kina, Guizhou Sheng, lat 28,00, long 108,40)
Eling (kinesiska: 峨岭) är en häradshuvudort i Kina. Den ligger i provinsen Guizhou, i den sydvästra delen av landet, omkring 230 kilometer nordost om provinshuvudstaden Guiyang. 